# Водяний Хома Григорович
Тома́ (Хома, Фома) Григо́рович Водяни́й (псевдонім Іван Билина; 3 лютого 1886, с. Малий Ходачків, нині Тернопільського району — 1970, м. Тернопіль) — український педагог, письменник. Автор спогадів про Леся Курбаса.

## Біографія
Народився 3 лютого 1886 року в селі Малий Ходачків (Королівство Галичини та Володимирії, Австро-Угорщина, нині Тернопільського району Тернопільської області, Україна).
Закінчив у Тернополі гімназію з українською мовою навчання 1906 року (іспити склав 2-6 липня). У гімназії потоваришував із Лесем Курбасом. На цей час припадають їх перші письменницькі спроби. Навчався у Львівському та Віленському університетах.
У 1908—1909 роках один рік служив у війську. Брав участь у Визвольних змаганнях у 1918—1920 роках.
Викладав латинську та німецьку мови в гімназіях у містах Тернопіль та Яворів. Репресований більшовицькою владою, відбував покарання в Сибіру.
Помер 1970 року в Тернополі. За іншими даними у 1973 році.

## Доробок
Автор праць з педагогіки, оповідань і повісті про Першу світову війну. 1967 року надіслав Миколі Лабінському, упорядникові книги «Лесь Курбас: Спогади сучасників» (Київ, 1969), рукопис спогадів про юнацькі роки Леся Курбаса. За словами Лабінського, спогади Хоми Водяного — «єдине джерело, з якого ми черпаємо відомості про юність видатного митця».

### Публікації
- Водяний Хома. Лесь Курбас, якого я знав з юнацьких літ // Рукопис. — Т. 1. — К. : Криниця, 2004. — С. 265—300.